# Římskokatolická farnost Přemyslovice
Římskokatolická farnost Přemyslovice je územní společenství římských katolíků s farním kostelem Všech svatých v děkanátu Konice.

## Území farnosti a sakrální stavby
Farnost Přemyslovice se připomíná již roku 1386, až do roku 1612. Po roce 1616 byla fara neobsazena a spojena s Laškovem, od roku 1625 pod správou faráře v Čechách pod Kosířem. Farnost Přemyslovice byla obnovena v roce 1784. Náleží do ní následující obce s těmito sakrálními stavbami:
- Přemyslovice
  - Farní kostel Všech svatých
  - kaple svaté Barbory
  - kaple svatého Floriána

## Duchovní správci
Seznam duchovních správců od r. 1784 uvádí Svobodová v oddíle literatura. Od července 2006 byl administrátorem excurrendo R. D. Mgr. Janusz Zenon Łomzik. Toho v červenci 2018 vystřídal R. D. Mgr. Roman Vlk.

## Duchovní - rodáci z Přemyslovic
ThDr. Pavel Vychodil, OSB (18. 4. 1862 - 7. 4. 1938 v Rajhradě). ř. k. kněz, benediktýn, který zasvětil svůj život klášteru v Rajhradě. Mimo duchovní správu působil jako spisovatel, literární kritik, překladatel a člen České akademie věd a nauk. Stal se i ředitelem věhlasné benediktýnské tiskárny v Brně. Podrobnosti uvádí Dagmar Roháčková v oddíle Literatura v publikaci Osobnosti Prostějovska.
ThDr. Arnošt Dostál (18. 2. 1870 - 13. 1. 1947 v Přemyslovicích). Působil jako kooperátor v Drahanovicích, byl administrátorem ve Veřovicích. Ode dne 15. 6. 1921 - 1. 4. 1934 (odchod do důchodu) sloužil Bohu a lidem jako farář v Hradčovicích. V škol. r. 1901/2 pracoval jako výpomocný katecheta na státním gymnáziu na Kollárově ul. v Prostějově.
P. Kašpar Dostál (6. 1. 1893 - 2. 7. 1961). Byl jmenován kooperátorem v Šilperku (t.č. Štíty), následně jako kooperátor v Koryčanech. Od 1. 10. 1925 - 1. 4. 1926 působil jako administrátor excurrendo v Jestřabicích, v době od 1. 4. 1926 - 1. 5. 1947 v postavení faráře. Od 1. 5. 1947 - 1. 10. 1960 (odchod do důchodu) byl farářem v Popovicích.